# Campeonato Mundial de Atletismo de 2022 - 800 m masculino
A competição dos 800 metros masculino no Campeonato Mundial de Atletismo de 2022 foi realizada no estádio Hayward Field, em Eugene, nos Estados Unidos, entre os dias 20 a 23 de julho de 2022.

## Recordes
Antes da competição, os recordes eram os seguintes:
| Recorde mundial                               | David Lekuta Rudisha (KEN) | 1:40.91 | Londres, Grã Bretanha       | 9 de agosto de 2012  |
| Recorde do campeonato                         | Donavan Brazier (USA)      | 1:42.34 | Doha, Catar                 | 1 de outubro de 2019 |
| Melhor marca do ano                           | Max Burgin (GBR)           | 1:43.52 | Turku, Finlândia            | 14 de junho de 2022  |
| Recorde da África                             | David Lekuta Rudisha (KEN) | 1:40.91 | Londres, Grã Bretanha       | 9 de agosto de 2012  |
| Recorde da Ásia                               | Yusuf Saad Kamel (BHR)     | 1:42.79 | Mônaco                      | 29 de julho de 2008  |
| Recorde da América do Norte, Central e Caribe | Donavan Brazier (USA)      | 1:42.34 | Doha, Catar                 | 1 de outubro de 2019 |
| Recorde da América do Sul                     | Joaquim Cruz (BRA)         | 1:41.77 | Colônia, Alemanha Ocidental | 26 de agosto de 1984 |
| Recorde da Europa                             | Wilson Kipketer (DEN)      | 1:41.11 | Colônia, Alemanha           | 24 de agosto de 1997 |
| Recorde da Oceania                            | Peter Bol (AUS)            | 1:44.00 | Paris, França               | 18 de junho de 2022  |

## Medalhistas
| Ouro                 | Prata                | Bronze           |
| Emmanuel Korir (KEN) | Djamel Sedjati (ALG) | Marco Arop (CAN) |

## Tempo de qualificação
| Tempo de qualificação. |
| ---------------------- |
| 1:45.20                |

## Calendário
| Data        | Horário | Fase          |
| ----------- | ------- | ------------- |
| 20 de julho | 17:20   | Eliminatórias |
| 21 de julho | 19:00   | Semifinais    |
| 23 de julho | 18:10   | Final         |

Todos os horários estão no horário local (UTC-7)

## Resultados

### Eliminatórias
Qualificação: Os três primeiros de cada bateria (Q) e os seis melhores tempos (q) das eliminatórias. 

| Pos. | Bateria | Atleta                    | Nacionalidade        | Tempo   | Notas                |
| ---- | ------- | ------------------------- | -------------------- | ------- | -------------------- |
| 1    | 5       | Marco Arop                | Canadá               | 1:44.56 | Q                    |
| 2    | 5       | Jesús Tonatiú López       | México               | 1:44.67 | Q,                   |
| 3    | 5       | Mark English              | Irlanda              | 1:44.76 | Q,                   |
| 4    | 5       | Catalin Tecuceanu         | Itália               | 1:44.83 | q,                   |
| 5    | 6       | Slimane Moula             | Argélia              | 1:44.90 | Q                    |
| 6    | 6       | Wycliffe Kinyamal         | Quênia               | 1:45.08 | Q                    |
| 7    | 6       | Abdelati El Guesse        | Marrocos             | 1:45.25 | Q,                   |
| 8    | 5       | Noah Kibet                | Quênia               | 1:45.41 | q                    |
| 9    | 2       | Peter Bol                 | Austrália            | 1:45.50 | Q                    |
| 10   | 6       | Daniel Rowden             | Grã-Bretanha         | 1:45.53 | q,                   |
| 11   | 2       | Kyle Langford             | Grã-Bretanha         | 1:45.68 | Q                    |
| 12   | 2       | Mariano García            | Espanha              | 1:45.74 | Q                    |
| 13   | 5       | Andreas Kramer            | Suécia               | 1:45.77 | q                    |
| 14   | 6       | Tolesa Bodena             | Etiópia              | 1:45.81 | q                    |
| 15   | 2       | Benjamin Robert           | França               | 1:45.94 | q                    |
| 16   | 5       | Yassine Hethat            | Argélia              | 1:46.05 |                      |
| 17   | 3       | Moad Zahafi               | Marrocos             | 1:46.15 | Q                    |
| 18   | 2       | Abedin Mujezinović        | Bósnia e Herzegovina | 1:46.26 | Recorde da temporada |
| 19   | 3       | Gabriel Tual              | França               | 1:46.34 | Q                    |
| 20   | 4       | Djamel Sedjati            | Argélia              | 1:46.39 | Q                    |
| 21   | 3       | Emmanuel Wanyonyi         | Quênia               | 1:46.45 | Q                    |
| 22   | 4       | Tony van Diepen           | Países Baixos        | 1:46.59 | Q                    |
| 23   | 4       | Abdessalem Ayouni         | Tunísia              | 1:46.59 | Q                    |
| 24   | 3       | Eliott Crestan            | Bélgica              | 1:46.61 |                      |
| 25   | 4       | Adrián Ben                | Espanha              | 1:46.71 |                      |
| 26   | 2       | Donavan Brazier           | Estados Unidos       | 1:46.72 |                      |
| 27   | 6       | Patryk Dobek              | Polónia              | 1:46.80 |                      |
| 28   | 3       | Bryce Hoppel              | Estados Unidos       | 1:46.98 |                      |
| 29   | 4       | Brandon Miller            | Estados Unidos       | 1:47.29 |                      |
| 30   | 3       | Mateusz Borkowski         | Polónia              | 1:47.61 |                      |
| 31   | 4       | Tshepo Tshite             | África do Sul        | 1:47.61 |                      |
| 32   | 4       | Brad Mathas               | Nova Zelândia        | 1:47.70 |                      |
| 33   | 3       | Navasky Anderson          | Jamaica              | 1:48.37 |                      |
| 34   | 2       | Patryk Sieradzki          | Polónia              | 1:48.78 |                      |
| 35   | 1       | Emmanuel Korir            | Quênia               | 1:49.05 | Q                    |
| 36   | 1       | Elhassane Moujahid        | Marrocos             | 1:49.27 | Q                    |
| 37   | 1       | Álvaro de Arriba          | Espanha              | 1:49.30 | Q                    |
| 38   | 1       | Ermias Girma              | Etiópia              | 1:49.36 |                      |
| 39   | 6       | Žan Rudolf                | Eslovênia            | 1:49.87 |                      |
| 40   | 1       | Marc Reuther              | Alemanha             | 1:50.75 |                      |
| 41   | 3       | Brandon McBride           | Canadá               | 1:57.43 |                      |
| 42   | 1       | Manuel Belo Amaral Ataide | Timor-Leste          | 1:58.91 | Recorde da temporada |
|      | 5       | Jonah Koech               | Estados Unidos       |         | DSQ                  |
|      | 2       | Alex Amankwah             | Gana                 |         | DSQ                  |
|      | 1       | Max Burgin                | Grã-Bretanha         |         | DNS                  |

### Semifinais
Qualificação: Os dois primeiros de cada bateria (Q) e os dois melhores tempos (q) das semifinais.
| Pos. | Bateria | Atleta              | Nacionalidade | Tempo   | Notas |
| ---- | ------- | ------------------- | ------------- | ------- | ----- |
| 1    | 3       | Slimane Moula       | Argélia       | 1:44.89 | Q     |
| 2    | 3       | Marco Arop          | Canadá        | 1:45.12 | Q     |
| 3    | 1       | Emmanuel Korir      | Quênia        | 1:45.38 | Q,    |
| 4    | 3       | Emmanuel Wanyonyi   | Quênia        | 1:45.42 | q     |
| 5    | 2       | Djamel Sedjati      | Argélia       | 1:45.44 | Q     |
| 6    | 1       | Wycliffe Kinyamal   | Quênia        | 1:45.49 | Q     |
| 7    | 2       | Gabriel Tual        | França        | 1:45.53 | Q     |
| 8    | 1       | Peter Bol           | Austrália     | 1:45.58 | q     |
| 9    | 3       | Benjamin Robert     | França        | 1:45.67 |       |
| 10   | 3       | Mark English        | Irlanda       | 1:45.78 |       |
| 11   | 1       | Kyle Langford       | Grã-Bretanha  | 1:45.91 |       |
| 12   | 3       | Abdessalem Ayouni   | Tunísia       | 1:46.08 |       |
| 13   | 1       | Jesús Tonatiú López | México        | 1:46.17 |       |
| 14   | 2       | Daniel Rowden       | Grã-Bretanha  | 1:46.27 |       |
| 15   | 3       | Álvaro de Arriba    | Espanha       | 1:46.30 |       |
| 16   | 2       | Catalin Tecuceanu   | Itália        | 1:46.31 |       |
| 17   | 2       | Moad Zahafi         | Marrocos      | 1:46.35 |       |
| 18   | 3       | Abdelati El Guesse  | Marrocos      | 1:46.46 |       |
| 19   | 2       | Mariano García      | Espanha       | 1:46.70 |       |
| 20   | 1       | Tony van Diepen     | Países Baixos | 1:46.70 |       |
| 21   | 2       | Andreas Kramer      | Suécia        | 1:46.71 |       |
| 22   | 2       | Noah Kibet          | Quênia        | 1:47.15 |       |
| 23   | 1       | Elhassane Moujahid  | Marrocos      | 1:47.18 |       |
| 24   | 1       | Tolesa Bodena       | Etiópia       | 1:50.55 |       |

### Final
A final ocorreu dia 23 de julho às 18:10.
| Pos.              | Atleta            | Nacionalidade | Tempo   | Notas                |
| ----------------- | ----------------- | ------------- | ------- | -------------------- |
| Medalha de ouro   | Emmanuel Korir    | Quênia        | 1:43.71 | Recorde da temporada |
| Medalha de prata  | Djamel Sedjati    | Argélia       | 1:44.14 |                      |
| Medalha de bronze | Marco Arop        | Canadá        | 1:44.28 |                      |
| 4                 | Emmanuel Wanyonyi | Quênia        | 1:44.54 |                      |
| 5                 | Slimane Moula     | Argélia       | 1:44.85 |                      |
| 6                 | Gabriel Tual      | França        | 1:45.49 |                      |
| 7                 | Peter Bol         | Austrália     | 1:45.51 |                      |
| 8                 | Wycliffe Kinyamal | Quênia        | 1:47.07 |                      |

Legenda
| Recorde mundial       | Recorde mundial (World record)               |                       | Recorde africano                      | Recorde africano (African) |                                           | Q | Classificado por posição (Qualified) |
| Recorde do campeonato | Recorde do campeonato (Championship record)  | Recorde da América    | Recorde da América (Americas)         | q                          | Classificado por melhor tempo (Qualified) |   |                                      |
| Melhor marca do ano   | Melhor marca do ano (World leading)          | Recorde asiático      | Recorde asiático (Asian)              | DNS                        | Não largou (Did not start)                |   |                                      |
| Recorde nacional      | Recorde nacional (National record)           | Recorde europeu       | Recorde europeu (European)            | DNF                        | Não terminou (Did not finish)             |   |                                      |
| Recorde pessoal       | Recorde pessoal do atleta (Personal best)    | Recorde da Oceania    | Recorde da Oceania (Oceania)          | DSQ / DQ                   | Desclassificado (Disqualified)            |   |                                      |
| Recorde da temporada  | Recorde da temporada do atleta (Season best) | Recorde sul-americano | Recorde sul-americano (South America) | NM                         | Sem marca (No mark)                       |   |                                      |